# Nikolaj Bauman (film)
Nikolaj Bauman (Николай Бауман) è un film del 1967 diretto da Semёn Isaevič Tumanov.